# Bönebüttel
Bönebüttel ist eine Gemeinde im Kreis Plön in Schleswig-Holstein.

## Geografie

### Geografische Lage
Das Gemeindegebiet von Bönebüttel erstreckt sich östlich angrenzend von der kreisfreien Stadt Neumünster im Landschaftsbereich des Naturraums Holsteinische Vorgeest (Haupteinheit Nr. 698). Die Schwale fließt durch das Gemeindegebiet von Ost nach West. Der nordöstliche Teil der Gemarkung ist geprägt durch das Gehege Bönebüttel und das Waldgebiet Kerkwischholz. Es geht in südöstlicher Richtung in der Nachbargemeinde Rendswühren über in das Hollenbeker Holz und bildet im Kern ein NATURA 2000-Schutzgebiet (FFH-Gebiet Bönebütteler Gehege).

### Ortsteile
In der Gemeinde Bönebüttel ist das namenstiftende Dorf der einzige amtlich registrierte Wohnplatz. Siedlungsgeografisch liegen jedoch auch die teils kleinen Ortslagen Aufeld, Brammershof, Bruhnskoppel, Husberg und Husberger Moor im Gemeindegebiet.

## Geschichte
Der Ort wurde im 12. Jahrhundert erstmals erwähnt, der Ortsname war ursprünglich Boienebutele. Siedlungshistorisch gehört Bönebüttel zu den Büttel-Orten.

## Politik

### Verwaltungsgemeinschaft
Bönebüttel ist zum 5. August 2009 aus dem Amt Bokhorst-Wankendorf ausgetreten und bildet seitdem eine Verwaltungsgemeinschaft mit der Stadt Neumünster, die die Verwaltungsgeschäfte für die Gemeinde durchführt. Diese Verwaltungsgemeinschaft hat die Gemeinde zum 31. Dezember 2025 gekündigt. Zum 1. Januar 2026 wird Bönebüttel wieder dem Amt Bokhorst-Wankendorf beitreten.

### Gemeindevertretung
- CDU: 6
- Grüne: 3
- UWG: 4

Die Gemeindevertretung ist die kommunale Volksvertretung der Gemeinde Bönebüttel. Über die Zusammensetzung entscheiden die Bürger alle fünf Jahre. Die letzte Kommunalwahl fand am 14. Mai 2023 statt. Diese führte bei einer Wahlbeteiligung von 61,2 % zu nebenstehender Zusammensetzung der Gemeindevertretung.

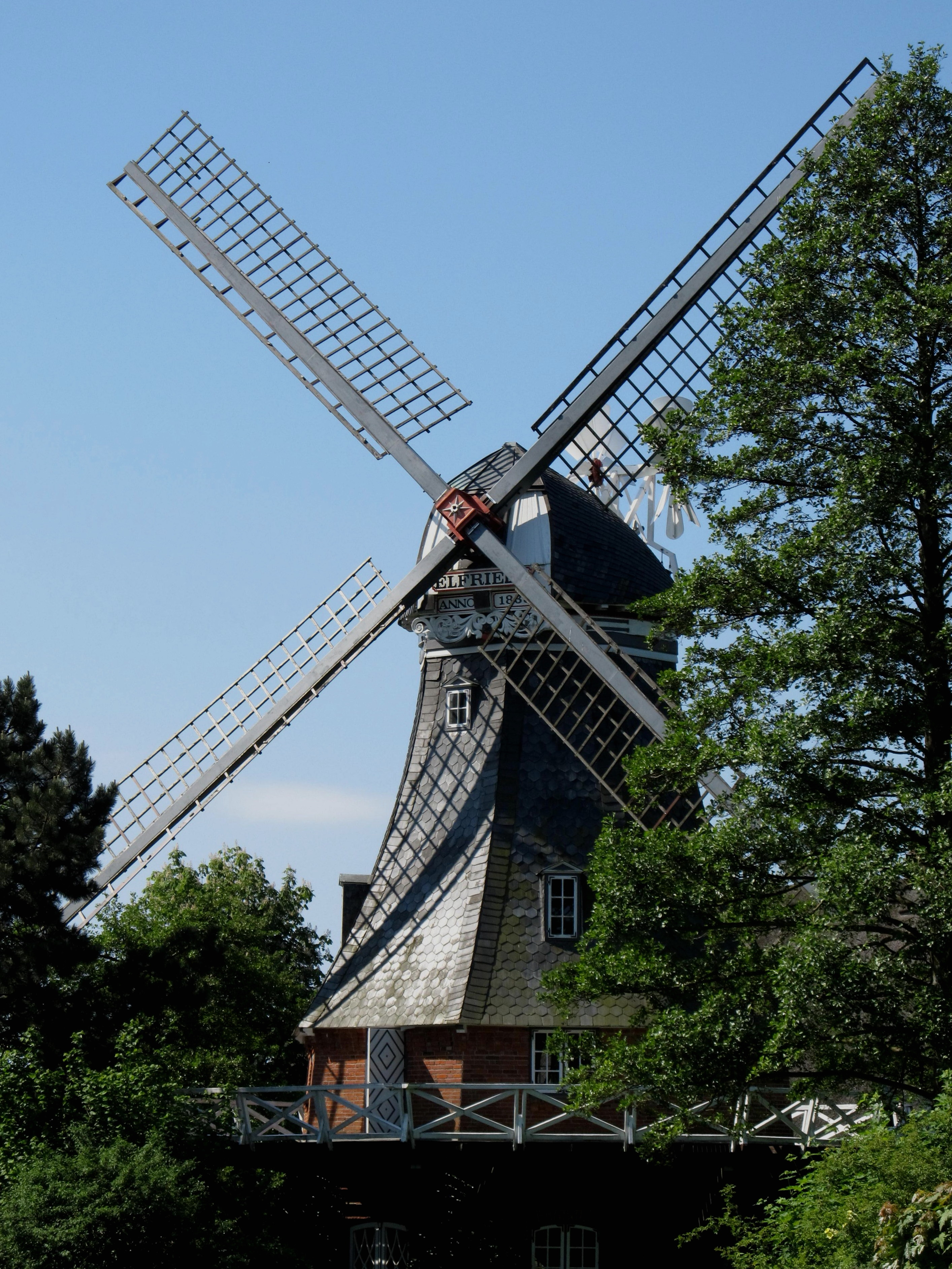
Windmühle Elfriede in Husberg

### Wappen
Blasonierung: „Über einer gesenkten roten Spitze, diese belegt mit einer silbernen Mitra, in Silber ein blaues Spatenblatt rechts und eine begrannte blaue Getreideähre links.“

## Wirtschaft und Verkehr
Die Wirtschaft von Bönebüttel ist überwiegend durch die Urproduktion der Land- und Forstwirtschaft geprägt.
Durch das Gebiet der Gemeinde Bönebüttel führt die Bundesstraße 430 im Abschnitt zwischen den Städten Neumünster und Plön.
Die Bahnstrecke Neumünster–Ascheberg wird aktuell (Stand: 2023) nur abseits der Gemeinde für den Draisinenverkehr genutzte. Sie liegt im nördlichen Bereich des Gemeindegebiets.

## Sehenswürdigkeiten
In der Liste der Kulturdenkmale in Bönebüttel stehen die in der Denkmalliste des Landes Schleswig-Holstein eingetragenen Kulturdenkmale.

## Persönlichkeiten
- Ida Hinz (1904–1986), war eine deutsche Kommunalpolitikerin und Stadtpräsidentin in Kiel.